# Ночь ошибок
«Ночь ошибок, или Унижение паче гордости» (англ. She Stoops to Conquer) — пьеса британского писателя Оливера Голдсмита, написанная в 1773 году.

## Сюжет
С приездом Чарли Марлоу и его друга в дом достопочтенного мистера Харткестля, где живут, помимо хозяина, его дочь, воспитанница и пасынок, установилась суматошная неразбериха. Кто из молодых людей в кого влюблён? Кто кого ненавидит? Однако «Ночь ошибок» проходит, и всё встаёт на свои места.

## Восприятие
Пьесу, по словам литературоведа И. Морозовой, отличают «грубоватый фарсовый юмор, живость и точность речевых характеристик». 
«Ночь ошибок» пользовалась большим успехом на британской сцене вплоть до XX века.

## Экранизация
- телефильм «Ночь ошибок» (1974, СССР) — в ролях Константин Райкин (Тони, сын миссис Хардкестль), Леонид Каневский (Джордж Гастингс) и др.